# Shimogō (Fukushima)
Shimogō (下郷町 Shimogō-machi?) es un pueblo localizado en la prefectura de Fukushima, Japón. En junio de 2019 tenía una población de 5.285 habitantes y una densidad de población de 16,7 personas por km². Su área total es de 317,04 km².

## Geografía

### Municipios circundantes
- Prefectura de Fukushima
  - Aizuwakamatsu
  - Minamiaizu
  - Aizumisato
  - Shōwa
  - Ten'ei
  - Nishigō

- Prefectura de Tochigi
  - Nasushiobara

## Demografía
Según datos del censo japonés, la población de Shimogō ha disminuido en los últimos años.
| Año del censo | Población |
| ------------- | --------- |
| 1995          | 7.951     |
| 2000          | 7.579     |
| 2005          | 7.053     |
| 2010          | 6.461     |
| 2015          | 5.800     |